# Bedauli
Bedauli (nep. बैदौली) – gaun wikas samiti w zachodniej części Nepalu w strefie Lumbini w dystrykcie Kapilvastu. Według nepalskiego spisu powszechnego z 2001 roku liczył on 674 gospodarstw domowych i 4824 mieszkańców (2357 kobiet i 2467 mężczyzn).